# 불교진흥회
불교진흥회(佛敎振興會)는 일제강점기 초기에 조직된 불교 계열의 단체이다. 